# Геджень (Прахова)
Геджень, Геджені (рум. Găgeni) — село у повіті Прахова в Румунії. Входить до складу комуни Пеулешть.
Село розташоване на відстані 65 км на північ від Бухареста, 10 км на північний захід від Плоєшті, 75 км на південь від Брашова.

## Населення
За даними перепису населення 2002 року у селі проживали 2076 осіб.
Національний склад населення села:
| Національність | Кількість осіб | Відсоток |
| -------------- | -------------- | -------- |
| румуни         | 2062           | 99,3%    |

Рідною мовою назвали:
| Мова      | Кількість осіб | Відсоток |
| --------- | -------------- | -------- |
| румунська | 2063           | 99,4%    |